# Nagato (Schiff)
Die Nagato (japanisch 長門), benannt nach der alten Provinz Nagato, war ein Schlachtschiff der gleichnamigen Klasse der Kaiserlich Japanischen Marine, das nach dem Ersten Weltkrieg in Dienst gestellt wurde und noch im Zweiten Weltkrieg zum Einsatz kam.

## Allgemeine Daten
- Baubeginn: 28. August 1917, Kure Werft, Kosho
- Kiellegung: 28. August 1917
- Stapellauf: 9. November 1919
- In Dienst gestellt: November 1920
- Umbau I 1924: Bug geändert, Pagodenmast aufgesetzt, S-Form des Schornsteins
- Umbau II 1934–1936: Neue Maschinenanlage, Heck verlängert, Torpedowulste angebaut, neue Bewaffnung (Luftabwehr)
- Schicksal: am 29. Juli 1946 als Folge des Atomwaffentests Baker vom 24. Juli 1946 im Bikini-Atoll gekentert.

## Einsatzgeschichte

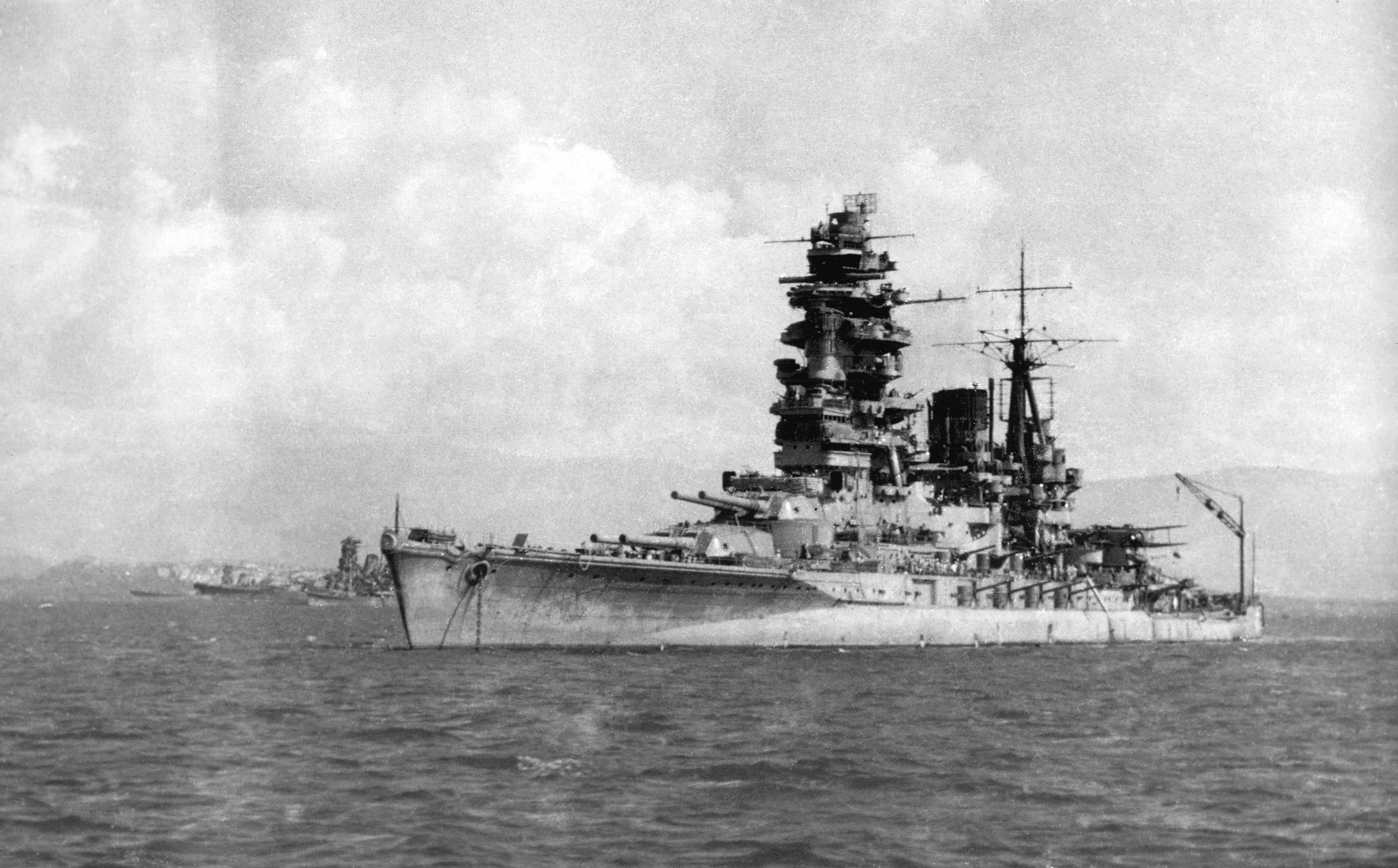
Nagato im Oktober 1944 in Brunei, kurz vor der Schlacht im Golf von Leyte. Im Hintergrund die Schlachtschiffe Yamato und Musashi.

Nach ihrer Indienststellung 1920 war die Nagato das erste Schlachtschiff, das mit den damals weltweit stärksten Geschützen im Kaliber 41 cm ausgerüstet war.
Am 2. Dezember 1941 setzte der Funkraum der Nagato auf Weisung von Admiral Yamamoto das Signal 676 „Erklimmt den Berg Nitaka 1208“ ab – der Befehl an Admiral Nagumos Flugzeugträger, den US-Marinestützpunkt Pearl Harbor anzugreifen.
Während der Schlacht um Midway im Juni 1942 war die Nagato einige hundert Seemeilen hinter den Flugzeugträgern eingesetzt und hatte keine Feindberührung. Später führte sie hauptsächlich Transport- und Übungseinsätze durch. Während der Schlacht in der Philippinensee gehörte die Nagato zur Kampfgruppe des Flugzeugträgers Hiyō, erlitt aber bei den Luftangriffen gegen den Verband keinerlei Schäden oder Verluste. Ihre Hauptgeschütze feuerten erstmals auf Formationen anfliegender US-Torpedobomber.
Im Juli 1944 wurde die Nagato mit einfachen Radargeräten und einem Infraroterkennungssystem ausgerüstet und transportierte kurz darauf das 36. Regiment der 28. Division nach Saipan. Im Oktober 1944 nahm die Nagato an der Schlacht im Golf von Leyte teil. Ihre Kampfgruppe beschoss die Geleitflugzeugträger von Admiral Sprague in der Schlacht vor Samar. Sie versenkte dabei den US-Flugzeugträger Gambier Bay. Die Nagato wurde durch mehrere Luftangriffe beschädigt, und etwa 40 Mann ihrer Besatzung wurden getötet. Sie wurde anschließend über Umwege gemeinsam mit den Schlachtschiffen Yamato und Kongō nach Kure zurückgezogen und nahm wegen knapper Brennstoffvorräte und mangelnder Erfolgsaussichten an keinen weiteren Operationen teil.
Am 1. Juni 1945 wurden die meisten Fla-Waffen, die Entfernungsmesser und die Suchscheinwerfer der Nagato demontiert und auf nahe gelegenen Bergen wieder aufgebaut. Die Bedienmannschaften der Flak wurden abgezogen. Die Nagato wurde umfassend gegen Fliegersicht getarnt, wozu auch der Schornstein entfernt wurde. Am 18. Juli 1945 wurde die Nagato von amerikanischen Trägerflugzeugen angegriffen und durch Bombentreffer auf der Brücke und an Deck beschädigt. Konteradmiral Ōtsuka Miki und 50 weitere Männer wurden bei dem Luftangriff getötet.

### Kapitulation und Zerstörung
Nach der japanischen Kapitulation am 2. September 1945 wurde die Nagato von den Vereinigten Staaten in Besitz genommen. Nach ihrer Übernahme durch die US Navy wurde sie zunächst nach Eniwetok und später zum Bikini-Atoll transferiert und dort verankert. Sie gehörte jetzt zu einer Gruppe unbemannter Zielschiffe, an denen in der Operation Crossroads die Wirksamkeit von Atomwaffen getestet werden sollte. Nachdem sie im Test „Able“ den Abwurf einer Atombombe über dem Atoll relativ unbeschadet überstanden hatte, wurde sie von einer weiteren, dieses Mal in 27 m Tiefe gezündeten Atombombe, dem Test „Baker“, schwer beschädigt. Einige Tage später, am 29. Juli 1946, hatte sich so viel Wasser im Schiff gesammelt, dass es kenterte und auf den Grund sank. Die Nagato wurde, wie andere Zielschiffe auch, bei diesem Test schwer kontaminiert.
Die Tatsache, dass das Schiff so langsam unterging, führte zu der Erkenntnis, dass ein mit einer leistungsfähigen Leckabwehr ausgestattetes, schwer gepanzertes Kriegsschiff einen solchen Treffer durchaus hätte überstehen können – auch wenn die Besatzung in den ungeschützten Aufbauten und an Deck der Strahlung zum Opfer gefallen wäre.

### Wrack
Das Wrack der Nagato liegt kieloben im Bikini-Atoll in ca. 50 m Tiefe. Da die Strahlung stark nachgelassen hat, kann es von Sporttauchern heute für begrenzte Zeit betaucht werden. Unter dem Wrack der Nagato ist die ionisierende Strahlung immer noch erhöht.

## Liste der Kommandanten
| Nr. | Name                                           | Beginn der Amtszeit | Ende der Amtszeit | Bemerkungen                                                         |
| --- | ---------------------------------------------- | ------------------- | ----------------- | ------------------------------------------------------------------- |
| 1.  | Kapitän zur See Iida Nobutaro                  | 25. November 1920   | 1. Dezember 1921  | seit 20. November 1919 mit der Baubelehrung betraut                 |
| 2.  | Kapitän zur See Kabayama Kanari                | 1. Dezember 1921    | 10. November 1922 |                                                                     |
| 3.  | Kapitän zur See Takahashi Setsuo               | 10. November 1922   | 1. Dezember 1923  |                                                                     |
| 4.  | Kapitän zur See Sakonji Seizō                  | 1. Dezember 1923    | 1. Dezember 1924  |                                                                     |
| 5.  | Kapitän zur See Nakajima Susumu                | 1. Dezember 1924    | 22. August 1925   |                                                                     |
| 6.  | Kapitän zur See Ozoekawa Masaharu              | 22. August 1925     | 1. Dezember 1926  |                                                                     |
| 7.  | Kapitän zur See Hasegawa Kiyoshi               | 1. Dezember 1926    | 1. Dezember 1927  |                                                                     |
| 8.  | Kapitän zur See Matsushita Shigeru             | 1. Dezember 1927    | 10. Dezember 1928 |                                                                     |
| 9.  | Kapitän zur See Inoue Tsugumatsu               | 10. Dezember 1928   | 30. November 1929 |                                                                     |
| 10. | Kapitän zur See Hamada Kichijiro               | 30. November 1929   | 1. Dezember 1930  |                                                                     |
| 11. | Kapitän zur See Nakamura Kamezaburo            | 1. Dezember 1930    | 10. Oktober 1931  |                                                                     |
| 12. | Kapitän zur See Hara Keitaro                   | 10. Oktober 1931    | 1. Dezember 1931  |                                                                     |
| 13. | Kapitän zur See Sugisaka Teijiro               | 1. Dezember 1931    | 4. März 1932      |                                                                     |
| 14. | Kapitän zur See Sonoda Minoru                  | 4. März 1932        | 1. Dezember 1932  |                                                                     |
| 15. | Kapitän zur See Uno Sekizo                     | 1. Dezember 1932    | 15. November 1933 |                                                                     |
| 16. | Kapitän zur See Sada Kenichi                   | 15. November 1933   | 15. November 1934 |                                                                     |
| 17. | Kapitän zur See Yukishita Katsumi              | 15. November 1934   | 15. Juli 1935     |                                                                     |
| 18. | Kapitän zur See Saitō Jirō                     | 15. Juli 1935       | 1. Dezember 1936  |                                                                     |
| 19. | Kapitän zur See Kazoku Samejima Tomoshige      | 1. Dezember 1936    | 1. Dezember 1937  |                                                                     |
| 20. | Kapitän zur See Nakajima Torahiko              | 1. Dezember 1937    | 15. November 1938 |                                                                     |
| -   | Kapitän zur See Kakuta Kakuji                  | 15. November 1938   | 15. November 1938 | Kommandant der Yamashiro, mit der Wahrnehmung der Geschäfte betraut |
| 21. | Kapitän zur See Fukudome Shigeru               | 15. November 1938   | 15. November 1939 |                                                                     |
| 22. | Kapitän zur See Tokunaga Sakae                 | 15. November 1939   | 15. Oktober 1940  |                                                                     |
| 23. | Kapitän zur See Onishi Shinzo                  | 15. Oktober 1940    | 11. August 1941   |                                                                     |
| 24. | Kapitän zur See / Konteradmiral Yano Hideo     | 11. August 1941     | 10. November 1942 |                                                                     |
| 25. | Kapitän zur See Hisamune Yonejiro              | 10. November 1942   | 2. August 1943    |                                                                     |
| 26. | Kapitän zur See / Konteradmiral Hayakawa Mikio | 2. August 1943      | 25. Dezember 1943 |                                                                     |
| 27. | Kapitän zur See / Konteradmiral Kobe Yuji      | 25. Dezember 1943   | 20. Dezember 1944 |                                                                     |
| 28. | Kapitän zur See Shibuya Kiyomi                 | 20. Dezember 1944   | 27. April 1945    |                                                                     |
| 29. | Konteradmiral Ōtsuka Miki                      | 27. April 1945      | 18. Juli 1945     | im Dienst getötet                                                   |
| 30. | Kapitän zur See Sugino Shuichi                 | 24. Juli 1945       | 28. Juli 1945     |                                                                     |
| -   | Konteradmiral Ikeuchi Masamichi                | 28. Juli 1945       | 9. August 1945    | mit der Wahrnehmung der Geschäfte betraut                           |
| 30. | Kapitän zur See Sugino Shuichi                 | 20. August 1945     | 30. August 1945   |                                                                     |

## Technik

### Radar
Im Mai 1943 erhielt die Nagato ein Typ-21-(Gō-Dentan)-Luftsuchradar. Zwei Typ-13-Frühwarn-Radar mit je einer Yagi-Uda-Antenne wurden im Juni 1944 an der Stützstruktur des Achtermastes installiert. Ein Typ-22-Radarsystem, bestehend aus zwei Sätzen, war an beiden Seiten des Brückenturms verbaut und im Juni 1944 nachgerüstet worden. Beide Systeme waren auf kleinen Plattformen an den Seiten der Hauptentfernungsmesserplattform montiert. Das Typ 22 (Baumuster 2 Modell 2 Modifikation 4) war ein System zur Suche nach Oberflächenzielen, das auf Magnetron-Technologie basierte und je eine Hornantenne als Sender und Empfänger besaß. Es konnte ein großes Schiffsziel, wie etwa ein Schlachtschiff, auf 25 km Entfernung mit einer Genauigkeit von rund 100 Metern orten, was zur Feuerleitung der schweren Artillerie ausreichend war.
| Radarsysteme der Nagato (amerikanisches MK.8 System zum Vergleich) |           |           |           |           |
| Bezeichnung                                                        | Typ 21    | Typ 13    | Typ 22    | US Mk 8   |
| Wellenlänge                                                        | 1,5 Meter | 2,0 Meter | 0,1 Meter | 0,1 Meter |
| Leistung                                                           | 5 kW      | 10 kW     | 2 kW      | 20 kW     |
| Reichweite (einzelnes Luftziel)                                    | 70 km     | 100 km    | 17 km     | -         |
| Reichweite (großes Schiffsziel)                                    | 20 km     | -         | 24 km     | 50 km     |
| Installiert auf der Nagato-Klasse                                  | 05/1943   | 06/1944   | 06/1944   | -         |

### Bewertung
Das System zur Feuerleitung bei der Luftabwehr litt an zahlreichen Problemen. Zunächst war es ursprünglich für langsam fliegende Ziele entwickelt worden, weswegen man zahlreiche Daten in den Rechner eingeben musste, die zwar die Genauigkeit der Feuerleitlösung minimal erhöhten, aber nur untergeordnete Priorität hatten (z. B. Abdrift des Ziels) und so die Bearbeitungszeit bis zur Ermittlung eines Richtwertes stark verlängerten. Die Trennung von Entfernungsmesser und Recheneinheit konnte zu Verwirrung führen, da unterschiedliche Daten zur Eingabe in den Rechner von mehreren Seiten einem Kommunikationssoldaten am Rechner zugerufen wurden, der sie dann zuordnete. Bei Angriffen von mehreren Flugzeugen war zudem die Auswahl eines bestimmten Zieles schwer, da der Führungsoffizier und Bedienmannschaft des Entfernungsmessers dazu neigten, verschiedene Ziele durch ihre jeweiligen Sichtgeräte zu verfolgen und dementsprechend widersprüchliche Daten an die Rechenmaschine zu melden. Dieses Problem konnte erst später durch den Einbau einer Beobachtungskuppel für den Offizier in das Dach des Entfernungsmessers behoben werden. Die Daten über Flughöhe und Geschwindigkeit, die im späteren Verlauf von den Typ-21- und Typ-13-Radarsystemen geliefert wurden, waren nicht genau genug für die Bekämpfung von feindlichen Flugzeugen in der Dunkelheit.
Die verbauten Radarsysteme waren, mit Ausnahme des 10-cm-Typ-22-Radars, durchweg ungenauer und unzuverlässiger als die alliierten Systeme. Das Typ 22 konnte sein Potential nie voll ausschöpfen, da die Japaner keine PPI-(Plan-Position-Indicator)-Bildschirme besaßen, die dem Operator die Trennung verschiedener Signale erleichtert hätten.